# FactCheck.org
FactCheck.org este un site web nonprofit care își propune să reducă nivelul de înșelăciune și confuzie din politica americană prin furnizarea de cercetări originale privind dezinformarea⁠(d) și farsele. Este un proiect al Annenberg Public Policy Center⁠(d) din cadrul Annenberg School for Communication de la Universitatea din Pennsylvania⁠(d) și este finanțat în principal de Fundația Annenberg⁠(d).
Cartea din 1993 a lui Kathleen Hall Jamieson⁠(d) din 1993, Dirty Politics, în care a criticat campaniile prezidențiale ale lui George H.W. Bush și Michael Dukakis în 1988, a dat ideea pentru FactCheck.org.
Cea mai mare parte a conținutului său constă în dezmințiri ale afirmațiilor inexacte, înșelătoare sau false făcute de politicieni. FactCheck.org a vizat, de asemenea, dezinformările⁠(d) provenite de la diverse comitete de acțiune politică⁠(d). Alte caracteristici includ:
- Ask FactCheck: utilizatorii pot pune întrebări care se bazează de obicei pe un zvon online.
- Viral Spiral:[4] o pagină dedicată celor mai populare mituri online pe care site-ul le-a dezmințit. Aceasta clarifică răspunsul, precum și leagă cititorii de un articol complet pe această temă.
- Party Lines:[5] puncte de discuție care au fost utilizate în mod repetat de mai mulți membri ai unui partid politic.
- Mailbag:[6] pagină pentru scrisorile trimise de cititori și pentru laude sau dezaprobări la adresa a ceva spus pe site.